# Power Drive (videojuego de 1994)
Power Drive es un videojuego de carreras de 1994 desarrollado por Rage Software y publicado por U.S. Gold. El jugador compite en rally en varios países.

## Jugabilidad
Power Drive es un juego de carreras arcade basado en la conducción de rally. Se pueden hacer curvas con freno de mano y derrapar de forma espectacular, y la dirección es lo suficientemente suelta.
Hay 3 tipos de etapas: contrarreloj individual, carreras cara a cara contra el ordenador y algunas pruebas de habilidad. Hay 8 rondas de juego, ambientadas en países que van desde Suecia hasta Kenia. El jugador recibe premios en dinero por ganar carreras y reparar los daños cuesta dinero.

## Lanzamiento
La versión de Sega Mega Drive se lanzó exclusivamente en el Sega Channel para Norteamérica.

## Recepción
"Power Drive" recibió críticas generalmente favorables de los críticos.
La versión para Amiga recibió una respuesta promedio de los críticos.
La versión MS-DOS tuvo una recepción mixta por parte de la prensa.
La versión de Sega Mega Drive recibió una respuesta similar al lanzamiento original de Super Nintendo Entertainment System.
La versión de Game Gear obtuvo críticas promedio.